# Zedler & Vogel

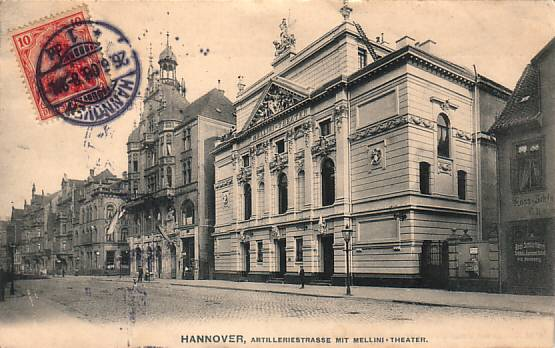
Ansichtskarte „Hannover, Artilleriestraße mit Mellini-Theater“

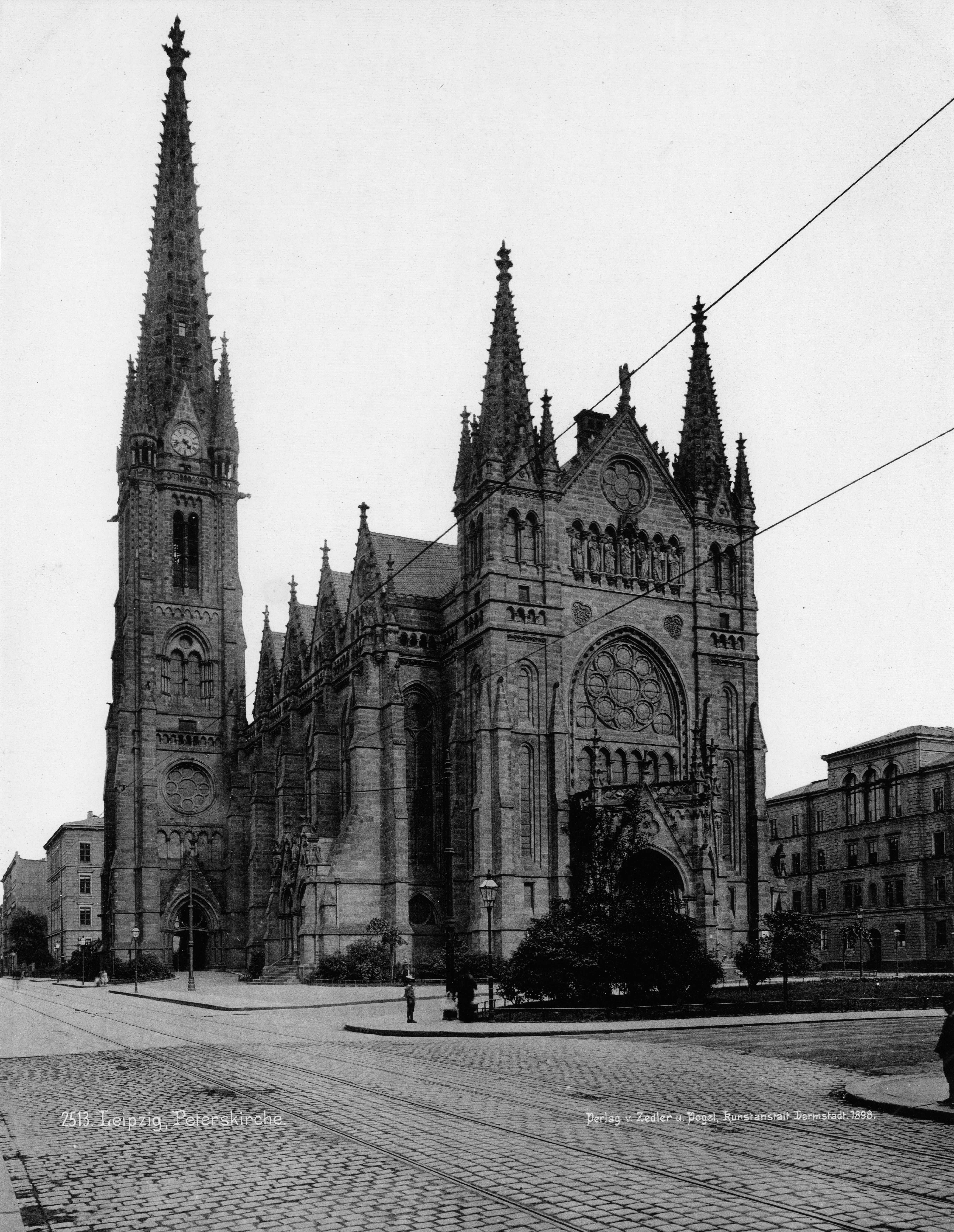
Peterskirche (Leipzig) – Fotografie, Zedler und Vogel, Kunstanstalt Darmstadt, 1898

Zedler & Vogel war ein Verlag und eine Druckerei mit Sitz in Darmstadt.
Die Lichtdruckanstalt verlegte ab ca. 1890 tausende in der Regel fortlaufend nummerierte Ansichtskarten mit Fotografien. Inhaber waren der Fotograf Carl Zedler (* Vegesack 29. April 1864, † Darmstadt 23. August 1942) und Hermann Christian Vogel (* Eppenrod 21. September 1860, † Seeheim (Seeheim-Jugenheim) 25. Januar 1945).
Sie produzierte darüber hinaus auch Bücher und war bis mindestens in das Jahr 1925 hinein tätig. Als Kunstanstalt Zedler & Vogel existierte die Firma noch 1942 unter der Leitung von Heinrich Zedler, Carls Sohn. Der Firmensitz befand sich Lagerhausstraße 20, neben der C. F. Winter'schen Buchdruckerei. Diese wurde von Christian Friedrich Winter (* Heidelberg 21. Dezember 1844, † Darmstadt 26. Januar 1923), einem Schwager von Carl Zedler geführt.
Vor Gründung des Verlages brachten Zedler und Vogel bei einem anderen Verlag einen Leporello mit dem Titel Erinnerungen an den Einzug des grossherzoglichen Paares in Darmstadt. 20. April 1894 heraus.

## Werke

### Ansichtskarten
Zedler & Vogel produzierte Ansichtskarten mit Bildern aus zahlreichen Städten. Die Ansichtskarten wurden fortlaufend nummeriert. wobei sich mitunter die Motive bei identischer Nummerierung änderten. Anfangs wurden die Ansichtskarten mit „Gruß aus ....“ bezeichnet, später jedoch nur mit dem jeweiligen Städtenamen versehen. Die Ansichtskarten wurden sowohl koloriert als auch nicht koloriert hergestellt. Üblicherweise waren die Motive nicht vollflächig auf der Ansichtskarte gedruckt, sondern wiesen entweder unterhalb oder rechts seitlich einen unbedruckten Streifen auf, in dem die Beschreibung des Motives seinen Platz fand. Später entfiel der unbedruckte Streifen und das Motiv wurde vollflächig gedruckt. Die Angaben zum Verlag und die Nummerierung fand dann auf der Rückseite statt.
Der Verlag war sehr aktiv in Preußen und Thüringen aber auch in Bremen, Hessen und Sachsen.

### Bücher
- 1925: Theodor Storm an seinen Verleger (Alexander Duncker), 29. März 1855, [Für Gustel z. 28. Mai 1925] [Nachwort von Ludwig Saeng], nicht im Handel erschienen